# Comtat de Mortagne de Lorena
El comtat de Mortagne fou una efímera jurisdicció feudal del Sacre Imperi Romanogermànic a Lorena, que es va formar a la meitat del segle X per després desaparèixer absorbida pel comtat matriu de Chaumontois (a la part central del qual es trobava). Vanderkindere suggereix que fou un fraccionament del Chaumontais vers 950 a la mort del comte Hug. Mortagne incloïa les batllies de La Bruyère i Lunéville.
A la mort d'Hug (abans del 950 vers 946), apareix un comte de Mortagne de nom Reginbald o Raimbald o ragimbald que subscriu una carta del 959; trona a ser esmentat en carta del 28 de maig del 962 i per darerra vegada el 17 d'agost del 984 quan l'abat de Gorze confirmava privilegis que s'havien gaudit en vida de Raimbald, de pietosa memòria. El necrològic de Gorze recorda la seva mort el cinquè dia de les calendes de juny.
Posteriorment hauria tornat al comtat de Chaumont que va desaparèixer després (vers 1035) sorgint en una part el comtat de Brixey.